# Ateuk Lampeuot
Ateuk Lampeuot is een bestuurslaag in het regentschap Aceh Besar van de provincie Atjeh, Indonesië. Ateuk Lampeuot telt 159 inwoners (volkstelling 2010).